# Maxim Kriat
Maxim Kriat, né le septembre 1984 à Lviv est un triathlète professionnel ukrainien représentant les États-Unis à partir de mai 2013, multiple vainqueur sur triathlon Ironman 70.3.

## Palmarès
Le tableau présente les résultats les plus significatifs (podium) obtenus sur le circuit international de triathlon depuis 2009,.
| Année | Compétition            | Pays       | Position           | Temps           | Nationalité sportive |
| ----- | ---------------------- | ---------- | ------------------ | --------------- | -------------------- |
| 2014  | Ironman Floride        | États-Unis | Médaille de bronze | 7 h 24 min 50 s |                      |
| 2012  | Ironman New York       | États-Unis | Médaille d'argent  | 8 h 24 min 32 s |                      |
| 2012  | Ironman 70.3 Augusta   | États-Unis | Médaille d'or      | 3 h 49 min 14 s |                      |
| 2012  | Ironman 70.3 Floride   | États-Unis | Médaille d'argent  | 3 h 56 min 56 s |                      |
| 2012  | Ironman 70.3 Mooseman  | États-Unis | Médaille d'argent  | 4 h 13 min 27 s |                      |
| 2011  | Ironman 70.3 Mooseman  | États-Unis | Médaille d'or      | 4 h 2 min 4 s   |                      |
| 2011  | Ironman 70.3 St. Croix | États-Unis | Médaille d'or      | 4 h 11 min 43 s |                      |
| 2011  | Ironman 70.3 Floride   | États-Unis | Médaille d'argent  | 3 h 57 min 10 s |                      |
| 2011  | Ironman 70.3 Augusta   | États-Unis | Médaille d'argent  | 3 h 49 min 34 s |                      |
| 2010  | Ironman Floride        | États-Unis | Médaille d'argent  | 8 h 10 min 43 s |                      |
| 2010  | Ironman 70.3 Augusta   | États-Unis | Médaille d'or      | 3 h 46 min 54 s |                      |
| 2010  | Ironman 70.3 Mooseman  | États-Unis | Médaille d'or      | 4 h 1 min 12 s  |                      |
| 2010  | Ironman 70.3 Syracuse  | États-Unis | Médaille d'argent  | Timing          |                      |
| 2009  | Ironman Floride        | États-Unis | Médaille d'argent  | 8 h 26 min 51 s |                      |